# Guillermo Morón
Guillermo Morón (ur. 8 lutego 1926 w Carora, zm. 19 listopada 2021) – wenezuelski historyk oraz pisarz. Był laureatem m.in. Miejskiej Nagrody Literackiej (1987) oraz wenezuelskiej Narodowej Nagrody Literackiej (1990).

## Publikacje
- El libro de la fe (1955)
- Los Cronistas y la Historia (1957)
- Los borradores de un Meditador (1958)
- Historia de Venezuela (1960)
- Historia política de José Ortega y Gasset (1960)
- Imágenes y nombres (1972)
- Microhistorias (1980)
- Textos sobre Lisandro Alvarado (1981)
- Historia de Francisco y otras maravillas (1982)
- El gallo de las espuelas de oro (1984)
- Homenaje a Don Rómulo Gallegos (1984)
- Ciertos animales criollos (1985)
- Los más antiguos (1986)
- Son españoles (1989)
- Los presidentes de Venezuela (1993)
- El catálogo de las mujeres (1994)
- Patiquines, pavorreales y y notables (2002)
- Memorial de agravios (2005)